# Retaule de Miraflores
El retaule de Miraflores (o Tríptic de la Verge, o Tríptic de Miraflores) és un tríptic pintat a l'oli sobre taula de roure i realitzat c. 1442-1445 pel primitiu flamenc Rogier van der Weyden. Es troba a la Gemäldegalerie (Berlín) des de 1850. Els tres plafons són cadascú de 71,2 × 43,2 cm i mostren, d'esquerre a dreta, un retrat de la Família Sagrada, una Pietà (el Verge bressolant el cos mort de Jesús) i l'aparició de Crist a Maria—una lectura cronològica del naixement, mort i resurrecció de Jesús, amb Maria com a focus d'ambdues ales. El retaule examina la relació de Maria amb el seu Fill en diferents estadis de la seva vida. Destaca l'ús del color, especialment en l'aplicació de blancs, vermells i blaus, l'ús dels eixos —com la línia que forma el cos de Crist en el panell central—i, com és propi de Van der Weyden, la plasmació de situacions de gran impacte emocional.
Com era típic als tríptics del període, el retaule és ric en simbolisme religiós; cada plafó està emmarcat dins un arc arrodonit amb decoracions gòtiques en traceria oberta dins l'arc i en el carcanyol. Aquestes decoracions simulen escultures ricament detallades i amb una complexa iconografia. El retaule va influir a pintors contemporanis, especialment en l'ús de decorats simbòlics en els portals col·locats com a imaginaris relleus emmarcat dins els arcs. Es considera que ha estat referència per a obres de Petrus Christus, Dirk Bouts i Hans Memling,a més de molts pintors menors oblidats.

## El tríptic
El tríptic està dedicat a la Mare de Déu i la seva relació amb el seu fill en tres moments de la seva vida. Tot i que el rei Joan II de Castella el va regalar a la cartoixa de Miraflores, no sembla que fos encarregat per a aquest indret, ja que en des de la seva fundació fins al 1453 la cartoixa pertanyia a l'orde franciscà. Lorne Campbell pensa que l'obra podria haver estat encarregat per la reina Maria d'Aragó qui hauria tingut l'assessorament iconogràfic de Lope de Barrientos qui havia estat confessor reial de Joan II, tutor de l'infant Enric IV i que va ser bisbe de Segòvia el 1438.
Cada plafó està emmarcat per un arc o pas de porta i sembla estar ubicat dins portals d'església, dins d'espais d'interior que donen l'aspecte de tenir lloc en un escenari. El front de cada marc mostra la contrapetja, un fet que, segons l'historiador d'art Jeffrey Chipps Smith, implica "la proximitat de l'espectador a l'escenari diví, i el potencial per -imaginativament- entrar en ell". En contrast amb la majoria dels tríptics de l'època, els panells eren originalment fixes en comptes d'articulades, encara que més tard van ser separades i tornades a muntar perquè es puguin moure. Les composicions estan lliures de les tradicions pictòriques utilitzades generalment en les representacions d'aquests episodis. El panell de la Sagrada Família no mostra cap de les altres figures generalment representades en imatges del naixement o la infantesa de Crist. Molts dels elements són invents propis de van der Weyden, per exemple, el sinuós camí en el panell de la dreta no està referenciat a cap representació anterior ni text bíblic, és un recurs de simultaneïtat temporal que uneix l'escena de la resurrecció del fons amb el mateix Crist que apareix davant Maria.
Els diferents colors de les robes de Maria en cada panell aporten diferent significat simbòlic; el blanc, el vermell i el blau descriuen les seves tres virtuts tradicionals; respectivament puresa, compassió i perseverança. Es mostra de blanc en el panell familiar per a subratllar la seua perpetua virginitat, en vermell (un color predominant en el tríptic) pel dol del seu fill, i en blau quan Jesús se li reapareix.
L'arc que emmarca cada escena està historiada, conté sèries d'estàtues petites, imaginaris i amb molt detall i simbolisme. Són imatges que simules ser de marbre, en relleu i que permeten augmentar la narrativa de l'episodi de la vida de Crist que emmarca. El tríptic sovint s'associa amb el Retaule de sant Joan del mateix Van der Weyden, sobre sant Joan Baptista, ja que ambdós utilitzen el recurs de relleus de pedra imaginaris, dins els marcs i com a mitjà per desenvolupar el tema principal de cada panell en particular. Els arcs estan pintats de tons marrons, probablement per donar l'aspecte de fusta. Són més fantàstics que realistes, i són un recurs per incloure les petites figures en relleu situades a les arquivoltes que reflecteixen i accentuen la narració i el tema del panell on apareixen.
L'ala esquerra mostra a Maria vestida amb una túnica blanca-violeta, mirant al Nen Jesús en el seu retorn la seva mirada. Al costat d'ells una seguda Sant Josep està vestida de vermell amb un tocat de llarg, dormitant mentre es recolza en un bastó. La vora de la túnica de Maria s'inscriu en escriptura d'or que contenia el text del "Càntic de Maria" de Lluc  1:46–48: La meva ànima magnifica el Senyor.... Aquest panell va ser considerat molt de temps com una Nativitat, fins que l'historiador d'art Erwin Panofsky el va descriure com a simple representació de la Família Sagrada. Els relleus que l'envolten representen passatges de la vida de Crist; esdeveniments claus de la seva infància i la Presentació al Temple.

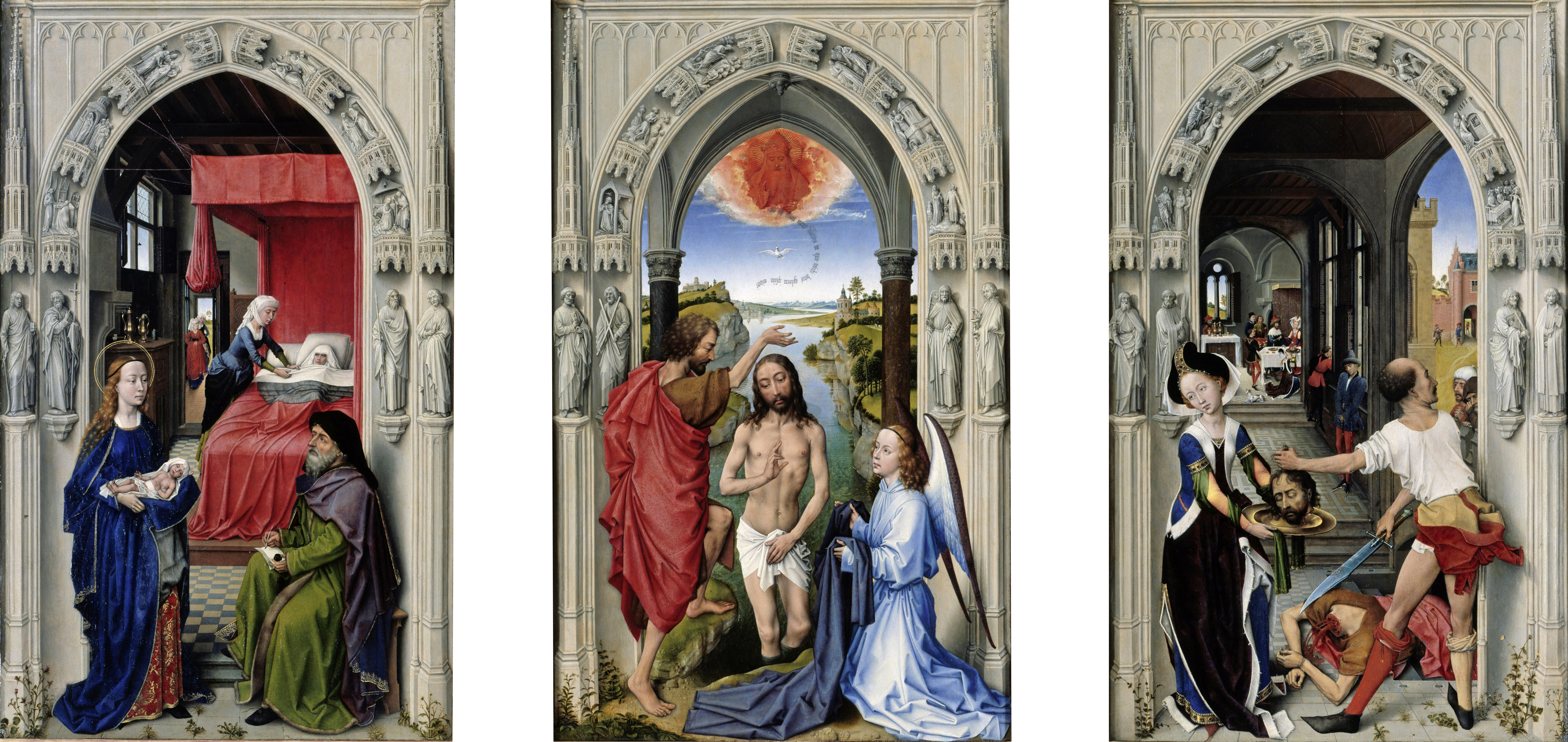
Retaule de Sant Joan de Van der Weyden c. 1455. Gemäldegalerie de Berlín. Aquest tríptic està relacionat amb el de Miraflores, pels seus motius simbòlics compartits, sobretot les rajoles, i les figures en relleu de les arquivoltes.

Al panell central, Maria es mostra en una túnica vermella que sosté el cos sense vida de llarg el Crist. Sant Pere i Lluc de peu a cada costat d'ella. Tots dos estan vestits amb roba de color negre, i representen, la fundació de la primera Església i els Evangelis, respectivament. El panell dret mostra el moment (no descrit als Evangelis) quan Crist s'apareix a la seva mare després de la seva resurrecció, una escena que es repeteix en una escala més petita en la distància a través de la porta oberta a la part posterior de l'escena principal. Tot i que Van der Weyden presenta la cronologia del tríptic d'esquerra a dreta, la resurrecció de fons trenca aquesta seqüència en situar-se a la dreta de l'aparició del primer pla, dues escenes unides pel llarg i sinuós camí que porta des de la tomba a l'escena interior amb Maria.
L'artista utilitza una sèrie de representacions gràfiques per suggerir l'acostament de Crist ressuscitat, incloent el sinuós camí, les portes que s'obren cap a l'interior, i la llum exterior que cau sobre les rajoles interiors. Els relleus de les arquivoltes inclouen representacions de l'Antic Testament antecedents de la Passió, incloent la Mort de Absalom i el sacrifici d'Isaac.
Els panells estan en bones condicions i no han patit danys significatius. Van ser netejats el 1981, quan es va eliminar les capes de vernissos descolorits i degradats. L'examen tècnic mostra que Rogier va fer alguns canvis a les poses finals dels personatges.

## Cronologia
El tríptic va ser donat el 5 d'agost de 1445 pel rei Joan II de Castella a la cartoixa de Miraflores, Burgos, que havia fundat el 1442 en uns antics pavellons de caça construïts pel seu pare Enric III de Castella el 1401. Es desconeix qui el va encarregar, tot i que sembla que no va ser Joan II. L'historiador Lorne Campbell considera que, o bé va arribar al rei com un regal d'algun amic, o bé va ser un encàrrec fet per la seva primera dona Maria d'Arago per a la seva Reial Cartoixa de Nostra Senyora d'Aniago, dedicada a la Mare de Déu. A més, per l'inventari post mortem de la reina de 1445, queda clar el seu interès per les obres d'art flamenques.
El tríptic va ser en gran part oblidat i ignorat fins a començaments del segle xx, i no va ser atribuït a Van der Weyden fins a començaments de 1950s per Max Friedländer en la seva col·lecció pionera de catorze volums sobre les Obres mestres de la pintura flamenca dels segles XV i XVI.
Les versions de Granada i Nova York, fins a aquest punt havien estat considerades originals i van passar a ser considerades com a còpies, es creu que fetes al voltant de 1500 per un pintor de la Corona de Castella probablement format com a aprenent als Països Baixos. S'ha suggerit que ambdues còpies fossin de Juan de Flandes, però no hi ha cap prova concloent. Panofsky, també va escriure en el 1950s, complementant el treball de Friedländer, i va detallar la complexa iconografia del retaule.
El retaule va continuar a Miraflores fins al 1783. La següent informació el situa a la catedral de Burgos el 1809 on el va robar el general napoleònic Jean Darmagnac. Se'l situa a Londres el 1835 on va ser subhastat per Christie's com a part de la col·lecció Darmagnac i va ser adquirit per un comerciant de vins. Després va ser venut a Chrétien Jean Nieuwenhuys, un marxant de Brussel·les, i aquest el va vendre el 1842 al rei Guillem II d'Holanda. A la mort del rei el 1849, va ser objecte altre cop d'una subhasta el 1850 a la Haia i adquirit per a la Gemäldegalerie (Berlín).

## Versions, autenticitat

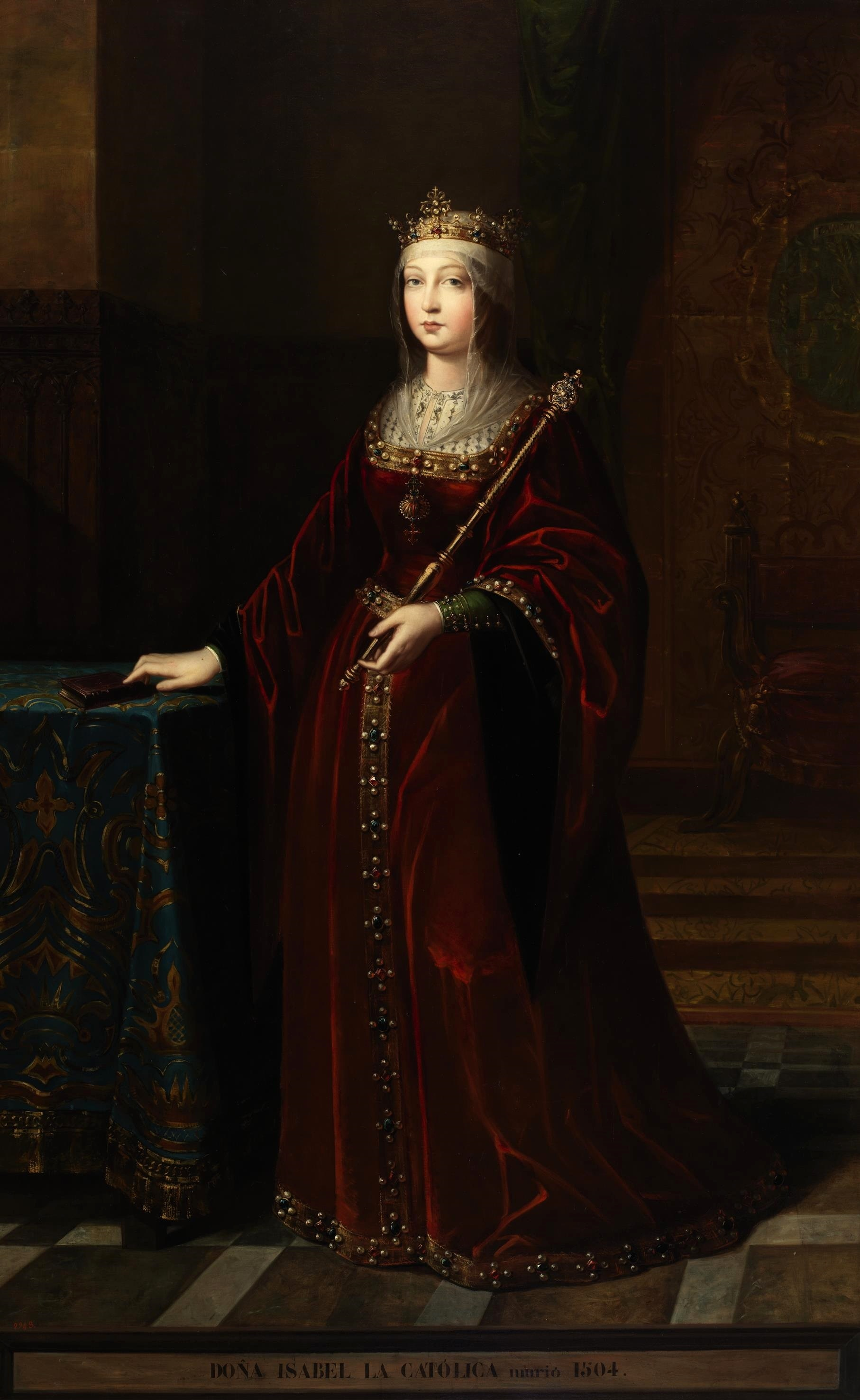
La filla de Joan II, Isabel I de Castella va quedar tan impressionada per l'obra que va encarregar una còpia a Juan de Flandes per a la Capella Reial de Granada.

El retaule és l'única obra de Van der Weyden conservada que consta vinculada al pintor en un document contemporani. Al "Libro Becerro" de la cartoixa apareixia una anotació d'un document de donació de 1445 on indicava: Hoc oratorium à Magistro Rogel, magno e famoso Flandresco, fuit depictum (Aquest oratori va ser pintat pel mestre Rogel, el magne i famós Flamenc). Tot i que aquest llibre ha desaparegut, el 1783 Antonio Ponz va recollir aquesta anotació en una descripció que va fer del llibre a la seva obra Viage de España.
En un moment en què els retaules eren "valorats pels seus poders espirituals i per l'estatus de l'autor i del propietari", Isabel I de Castella, que va quedar impressionada per l'obra que el seu pare Joan II havia donat, va encarregar una còpia per a la Capella Reial de Granada al flamenc Juan de Flandes, un dels dos pintors de cort, juntament amb Michel Sittow.
Actualment, la taula dreta amb l'Aparició a Maria es conserva al Metropolitan Museum of Art de Nova York i les altres dues en la Capella Reial de Granada. Aquestes dues van ser retallades a la part superior per a ajustar-se a la porta dreta del reliquiari del creuer sud.
Entre l'obra de Van der Weyden i la de Juan de Flandes, va existir discrepància sobre quina era còpia de l'altra. La primera coneguda va ser la de Van der Weyden, fins que el 1908 Manuel Gómez-Moreno i Wilhelm von Bode van publicar articles sobre l'obra de Granada on la consideraven anterior a la de Van der Weyden qui -afirmaven- l'hauria copiat. Aquesta opinió va ser refrendada per l'historiador de l'art Max Friedländer el 1956 quan declarava que "des que s'ha conegut la versió de Granada, la versió de Berlín ha estat ignorada en considerar-la una rèplica sense cap importància. El retaule de Berlín està inusualment ben conservat; és en alguns aspectes inferior al de Granada però difícilment es pot pensar que no sigui una rèplica de taller feta amb molta cura i amb gran resultat.".
A partir d'estudis més recents mitjançant una reflectografia infraroja, es va mostrar els canvis fets al dibuix subjacent i a la composició de la pintura abans de la seva conclusió, provant que no era la feina d'un copista. A partir d'ells, Maryan Ainsworth, conservadora del Metropolitan Museum of Art, i Lorne Campbell han mantingut des de 1992 que l'original era la feta per Van der Weyden, si bé l'autoria del tríptic copiat per a Granada era dubtosa entre: algun membre del taller, Sittow o Juan de Flandes.
Un examen dendrocronològic fet el 1982 al roure de l'obra de Granada va permetre datar-lo com a posterior al 1492, mentre que Van der Weyden va morir el 1464. Complementàriament, l'estudi de l'obra de Berlín revela que l'anell central de l'arbre és de 1406, i que, aproximadament, la fusta es va tallar als anys 1420. Complementàriament i també gràcies a la dendrocronologia s'ha determinat que les taules del tríptic de Granada (una d'elles a Nova York) són del mateix roure que algunes taules del políptic de Sant Joan Baptista encarregat per la reina Isabel a Juan de Flandes per a decorar el cor de Miraflores: Banquet d'Herodes avui al museu Mayer van der Bergh d'Anvers, Botxí presentant el cap del Baptista a Salomé al Museu d'Art i d'Història de Ginebra, i el Naixement i imposició de nom del Baptista al Museu d'Art de Cleveland. Aquesta coincidència en els materials emprats reafirma la datació posterior de l'obra de Juan de Flandes i la situa entre 1492-1496, unes dates en que el pintor residia a Miraflores, segons la documentació de la cartoixa publicada per Antonio Ponz el 1783.